# Wysokie (gmina)
Wysokie – gmina wiejska w województwie lubelskim, w powiecie lubelskim. W latach 1975–1998 gmina położona była w województwie zamojskim.
Siedziba gminy to Wysokie.
Według danych z 30 czerwca 2004 gminę zamieszkiwało 5216 osób.

## Struktura powierzchni
Według danych z roku 2002 gmina Wysokie ma obszar 114,18 km², w tym:
- użytki rolne: 85%
- użytki leśne: 9%

Gmina stanowi 6,8% powierzchni powiatu.

## Demografia

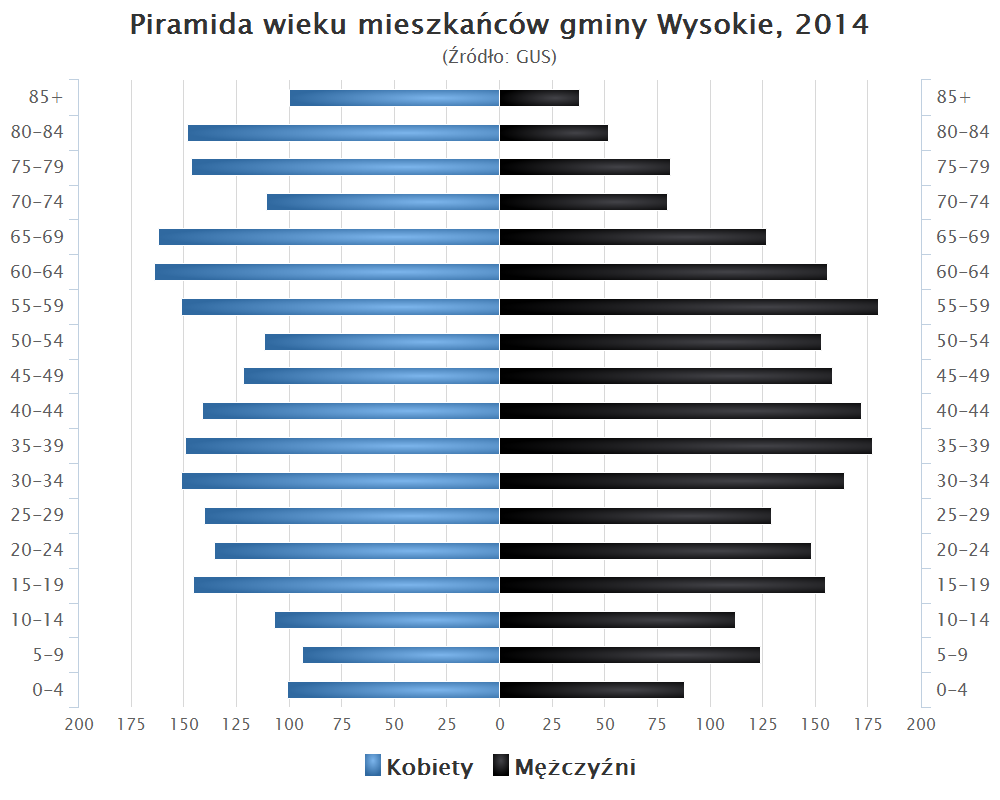
Piramida wieku mieszkańców gminy Wysokie w 2014 roku

Dane z 30 czerwca 2004:
| Opis                              | Ogółem | Ogółem | Kobiety | Kobiety | Mężczyźni | Mężczyźni |
| --------------------------------- | ------ | ------ | ------- | ------- | --------- | --------- |
| jednostka                         | osób   | %      | osób    | %       | osób      | %         |
| populacja                         | 5216   | 100    | 2685    | 51,5    | 2531      | 48,5      |
| gęstość zaludnienia (mieszk./km²) | 45,7   | 45,7   | 23,5    | 23,5    | 22,2      | 22,2      |

## Sołectwa
Antoniówka, Biskupie, Biskupie-Kolonia, Dragany, Giełczew Pierwsza, Giełczew Druga, Giełczew-Doły, Giełczew-Kolonia, Guzówka, Kajetanów, Łosień, Maciejów Nowy, Maciejów Stary, Nowy Dwór, Radomirka, Rezerwa, Słupeczno, Spławy, Stolnikowizna, Wysokie, Zabłocie.

## Pozostałe miejscowości
Baldachów, Borowszczyzna, Cegielnia, Jabłonowo, Józefin, Kolenisty, Resztówka, Stary Dwór, Zalasek.

## Sąsiednie gminy
Bychawa, Krzczonów, Turobin, Zakrzew, Żółkiewka